# Ameri (album)
Ameri è il quarto album in studio del rapper argentino Duki, pubblicato il 31 ottobre 2024 dalle etichette discografiche Dale Play e SSJ Records.

## Tracce
1. Leitmotiv – 1:25 (Mauro Ezequiel Lombardo, Federico Yesan Rojas, Tomás Santos Juan)
2. Nueva era (con Myke Towers) – 3:37 (Mauro Ezequiel Lombardo, Federico Yesan Rojas, Michael Anthony Torres Monge, Tomás Santos Juan)
3. Brindis (con Headie One) – 3:00 (Mauro Ezequiel Lombardo, Federico Yesan Rojas, Irving Ampofo Ajei, Ronald Oneil Spence Jr., Tomás Santos Juan)
4. Buscarte lejos (con Bizarrap) – 3:14 (Mauro Ezequiel Lombardo, Gonzalo Julián Conde, Jamie Martín James, Juan Casado Fisac)
5. Imperio (con Judeline) – 2:48 (Mauro Ezequiel Lombardo, Federico Yesan Rojas, Iván Woscoboinik, Lara Fernández Castrelo, Pablo Lopéz García, Tomás Santos Juan)
6. Hardaway (con YG e Eladio Carrión) – 3:36 (Mauro Ezequiel Lombardo, Federico Yesan Rojas, Eladio Carrión Morales, José Jamil Diaz Medina, Keenon Dequan Ray Jackson, Tomás Santos Juan)
7. Cine – 2:22 (Mauro Ezequiel Lombardo, Federico Yesan Rojas, José Jamil Diaz Medina, Tomás Santos Juan)
8. Vida de rock (con Milo J) – 3:01 (Mauro Ezequiel Lombardo, Camilo Joaquín Villarruel, Juan Petti, Tomás Santos Juan)
9. No Drama (con Ovy e Lucho SJJ) – 2:54 (Mauro Ezequiel Lombardo, Federico Yesan Rojas, Juan Alonso V. Angulo, Luciano Nahuel Vega, Miguel Correa, Nain Isai Padilla, Ovidio Crespo, Tomás Santos Juan)
10. Barro – 3:21 (Mauro Ezequiel Lombardo, Federico Yesan Rojas, Luis Alberto Spinetta, Tomás Santos Juan)
11. Un día más (con YSY A) – 2:45 (Mauro Ezequiel Lombardo, Federico Yesan Rojas, Alejo Nahuel Acosta, Tomás Santos Juan, Tomás Díaz Zuleta)
12. Trato de estar bien (con Morad) – 3:33 (Mauro Ezequiel Lombardo, Federico Yesan Rojas, Lucas Antonio Barker, Morad El Khattouti El Horami, Tomás Santos Juan)
13. Wake Up & Bake Up (con Wiz Khalifa e Arcángel) – 3:26 (Mauro Ezequiel Lombardo, Federico Yesan Rojas, Cameron Jibril Thomaz, Austin Agustín Santos, Bryan Lamar Simmons, E. Dan, Gregory Davis II, Kenneth Smith Jr, Sidney Malabre Tapaquon, Tomás Santos Juan)
14. Constelción (con Lia Kali) – 3:20 (Mauro Ezequiel Lombardo, Federico Yesan Rojas, Antonio Salmeron Aguado, Iván Woscoboinik, Júlia Isern Tomás, Tomás Santos Juan)
15. Ameri – 3:19 (Mauro Ezequiel Lombardo, Federico Yesan Rojas, Francisco Zecca, Michael George Dean, Tomás Santos Juan)

## Classifiche
| Classifica (2024) | Posizione massima |
| ----------------- | ----------------- |
| Spagna            | 1                 |